# Adeyeye Enitan Ogunwusi
Adeyeye Enitan Ogunwusi (Ọjájá II) né le 17 octobre 1974 est le 51e Ooni d'Ife, chef traditionnel du royaume yoruba d'Ile-Ifè, au Nigeria. Il accède au trône en 2015 succédant au défunt Oba Okunade Sijuwade, 50e Ooni d'Ife.

## Ancêtre
Ọba Ọjájá II est né Prince Adeyeye Enitan Ogunwusi, à Ibadan dans l'État d'Oyo, fils du Prince John Oluropo Ogunwusi et de la Princesse Margaret Wuraola Sidikatu Abegbe Ogunwusi dans la Maison royale de Giesi, l'une des 4 familles royales de la Maison d'Oranmiyan. Son grand-père paternel était le prince Joseph Olagbaju Adewole Ogunwusi, dont le grand-père était Ọba Ọ̀ráyẹ̀gbà (également connu sous le nom de Ooni Orarigba ou Orasigba) Ọjájá I, qui fut le 44e Ooni d'Ife et régna de 1878 à 1880. Par lui, il est un descendant direct d'Ooni Agbedegbede, qui était un descendant d'Ooni Giesi, (le géniteur de la Maison royale Giesi), et donc un descendant de Ọọni Lajodogun. Lajodogun était un fils de Ọọni Lajamisan (ou Lajemisin), qui était un petit-fils du légendaire fondateur de l'Empire d'Oyo, Oranmiyan. Oranmiyan, était un fils ou petit-fils du premier Ooni d'Ife, Oduduwa, ainsi Ọba Ọjájá II est un descendant d'Odùdùwà, l'un des premiers souverains d'Ilé Ifẹ̀.
On dit que sa naissance a été prédite des années avant qu'il ne soit conçu, d'où le nom d'Enitan donné par sa mère tandis que son grand-père l'a nommé Adeyeye, ce qui signifie " la couronne convient au trône ". Il est le cinquième enfant d'une famille de sept.

## Éducation
Il  commence son éducation élémentaire à l'école maternelle et primaire Subuola Memorial, Ibadan et au conseil de district d'Ibadan, Akobo, Ibadan. Il est ensuite allé au Loyola College, puis à la St. Peters Secondary School, Ile-Ife, où il  obtient son certificat d'études secondaires (SSCE). Il est détenteur d'un diplôme de comptable à l'école polytechnique d'Ibadan.

## Carrière professionnelle
Il est membre de l'Institut des comptables agréés du Nigeria. Il est également technicien comptable associé. Oba Ogunwusi est un membre certifié de l'Institut des directeurs. Il est également membre du Global Real Estate Institute. Il est titulaire de plusieurs doctorats honorifiques : un en administration publique de l'université du Nigeria à Nsukka, et un autre en droit de l'université Igbinedion. Oba Ogunwusi est le chancelier de l'université du Nigeria.

## Sélection et couronnement
Ooni Adeyeye Ogunwusi a été sélectionné dans la maison régnante Giesi d'Ile-Ife, parmi les héritiers du trône, le 26 octobre 2015. Il a reçu son bâton de fonction le 7 décembre 2015. Il a été décrit comme un " entrepreneur astucieux animé par le besoin de transformer les impossibilités en possibilités ". Oba Ogunwusi est le chef spirituel du peuple Yoruba, désormais chargé de faire des supplications à Dieu et à l'Òrìṣà au nom de son peuple et du monde entier lors de festivals annuels comme Olojo.

## Réalisations
Peu après son couronnement, Ooni Ogunwusi a rencontré l’Alaafin d'Oyo et, ce faisant, a ouvert une nouvelle ère dans l'histoire des États Yoruba. Il mettra fin à la discorde institutionnalisée entre les trônes qui sévissait à Ile-Ife et à Oyo depuis des décennies. L'Oba milite pour l'autonomisation et l'émancipation des femmes et des jeunes. Il œuvre pour que Ile-Ife soit zone touristique, avec des changements tels que l'embellissement, le réaménagement et la reconstruction de la ville ancienne. Philanthrope, il s'engage dans l'humanité et défenseur des moins privilégiés. Il accorde son soutien au fil des ans par le biais de la fondation House of Oduduwa et, récemment, par le biais de l'initiative Hopes Alive,.

## Vie privée
Ogunwusi a été impliqué dans un certain nombre de relations médiatisées.
Il a eu son premier enfant, Adeola Aanuolouwapo Ogunwusi en mai 1994, avec Omolara Olatubosun à Ibadan, alors qu'ils étaient tous deux adolescents. Ils sont co-parents. En novembre 2021, Omolara a accordé une interview dans laquelle elle a mentionné qu'il était un père absent pendant les premières années de la vie de leur enfant. En 2008, Ogunwusi a épousé Adebukola Bombata, dont il s'est séparé en 2016. De 2016 à 2017, il a été marié à Zaynab Otiti Obanor, originaire de l'État d'Edo. En octobre 2018, il a épousé la prophétesse Morenike Naomi Oluwaseyi. Puis en décembre 2021, Morenike Naomi a posté sur Instagram qu'ils étaient séparés, mais cette déclaration a été contredite quelques heures plus tard par le palais. Il a également été dit qu'il était marié à Olori Ashley Afolashade, qu'il a présentée comme sa femme aux invités de sa fête d'anniversaire en octobre 2021.